# Czarne oceany
Czarne oceany – powieść science fiction autorstwa Jacka Dukaja, która ukazała się w 2001 roku nakładem wydawnictwa superNowa. Akcja utworu rozgrywa się ok. 2060 roku w USA, w okresie prowadzonych przez komputery wojen ekonomicznych; bohaterem powieści jest Nicolas Hunt, lobbysta zaangażowany w projekt badający zjawisko telepatii. Powieść została napisana w konwencji cyberpunku. 

## Historia
Wskutek sporów z wydawcą Dukaj znacząco przepisał powieść, skracając ją z 1300 stron do formy obecnej (ok. 500 stron).

## Analiza
Powieść była analizowana w kontekście transhumanizmu i cyberpunka. 

## Odbiór
Według Wojciecha Orlińskiego, powieść uzyskała kultowy status już na kilka lat przed jej wydaniem, Orliński w swojej recenzji stwierdził, że powieść jest "warta przeczytania, jeśli nie dla zagmatwanej fabuły, to właśnie dla... wizji" niedalekiej przyszłości w niej przedstawionej. 

## Nagrody
- 2002 – Nagroda im. Janusza A. Zajdla[2]
- SFinks za Powieść roku 2001
- Srebrny Glob (nominacja)[5]